# إشعال النيران

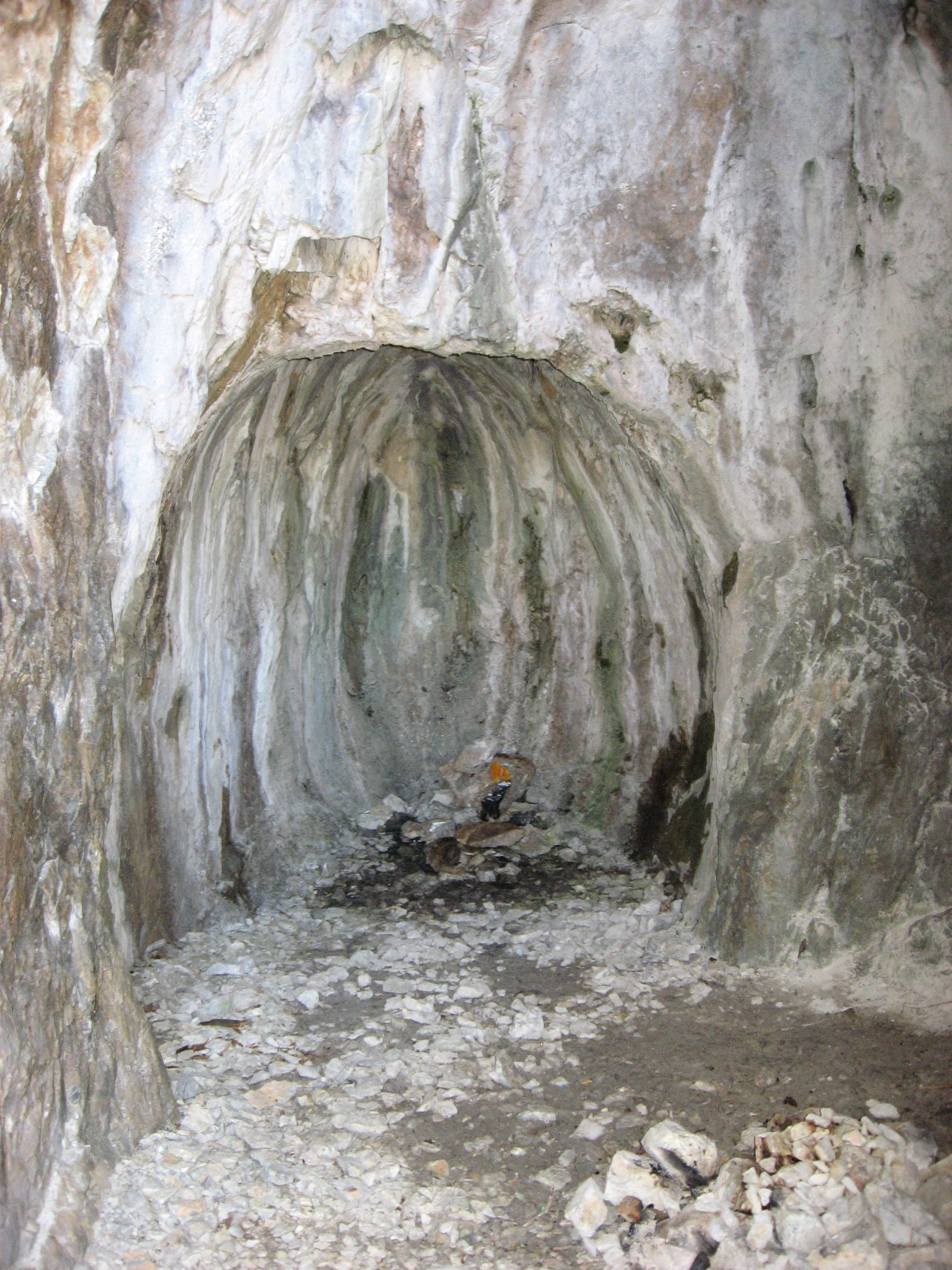
حفرة لإشعال النيران ترجع إلى العصر البرونزي

يُعَد إشعال النيران أحد أساليب التعدين التقليدية التي اُستخدِمت بدايةً من عصور ما قبل التاريخ وصولاً إلى العصور الوسطى. فكانت النيران تُشعَل أمام واجهة الصخرة لتسخينها، ثم تُغمَر بعد ذلك هذه الصخرة في سائل، فتتشقق بفعل الصدمة الحرارية. وقد أشارت بعض التجارب إلى أن الماء (أو أي سائل آخر) لم يكن له أثر ملحوظ على الصخرة، وإنما ساعد عمال المناجم على التقدم في عملهم عن طريق تبريد المنطقة التي أُشعِلت فيها النيران سريعًا. وقد نجحت هذه التقنية على نحو خاص في مناجم التعدين السطحي حيث يمكن للأدخنة والأبخرة التبدد بأمان. لكن، على الجانب الآخر، انطوت هذه التقنية على خطورة هائلة في أعمال التعدين الجوفي مع عدم توفر تهوية كافية. وشاع اتباع هذه التقنية مع زيادة معدل استخدام المتفجرات.

## التاريخ

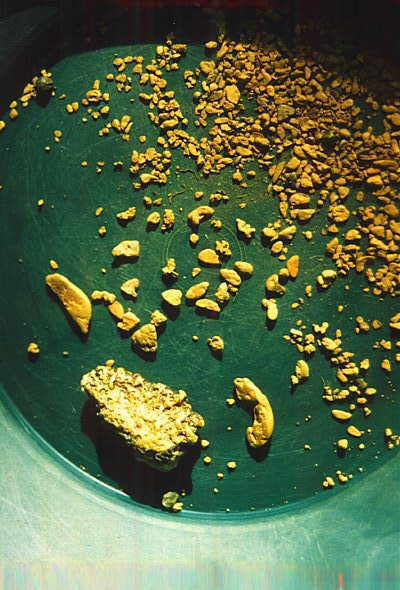
شذرات وتراب الذهب

لقد عُثِر على أقدم آثار لأسلوب إشعال النيران في أوروبا في جنوب فرنسا (إقليم هيرولت)، ويعود تاريخ هذه الآثار إلى العصر النحاسي. يرجع العديد من هذه الآثار أيضًا إلى العصر البرونزي، مثل تلك التي عُثِر عليها في جبال الألب بمنطقة التعدين السابقة شفاز-بريكسليج في تيرول، وفي منطقة جولين بمقاطعة كورك، وذلك على سبيل المثال لا الحصر.
أما فيما يتعلق بالمؤلفات القديمة، فقد جاء ذكر إشعال النيران في التعدين للمرة الأولى على لسان ديودور الصقلي في كتابه Bibliotheca historica (المكتبة التاريخية) نحو عام 60 قبل الميلاد، والذي تناول فيه أساليب التعدين التي استخدمها المصريون القدماء في معادن الذهب. وذكره، أيضًا، بقدر أكبر من التفصيل بلينيوس الأكبر في موسوعته التاريخ الطبيعي التي نُشِرت للمرة الأولى في القرن الأول الميلادي. ففي المجلد 33 من الموسوعة، وصف بلينيوس أساليب تعدين الذهب، والبحث عن عروقه الموجودة في جوف الأرض باستخدام الأنفاق والحفيرات. وذكر المجلد كذلك استخدام الخل لإخماد الصخر الساخن. لكن الماء - الذي كان على القدر نفسه من الفعالية - كان أكثر استخدامًا في هذا الغرض، نظرًا لارتفاع تكلفة الاستخدام الدائم للخل في المناجم. وقد جاء ذكر الخل في وصف المؤرخ ليفيوس لمرور القائد العسكري حنبعل] لجبال الألب. فكان جنوده يستخدمون الخل في عمليات إشعال النيران التي هدفت لإزالة الصخور الكبيرة من طريق الجيش. وقد أثبتت التجارب المعملية التأثير الفعال لحمض الخليك القوي على الحجر الجيري الساخن.

حنبعل وجنوده يعبرون جبال الألب.

أشار بلينيوس، كذلك، إلى أن أسلوب إشعال النيران في التعدين اُستخدِم في التعدين السطحي والعميق على حدٍ سواء. وما يثبت استخدام هذا الأسلوب في التعدين فعليًا العثور على آثار له في منجم الذهب الروماني، دولاكاثي، غرب ويلز. فعندما أجرى عمال المناجم المعاصرون فحوصات دقيقة لأعمال أقدم عهدًا في هذا المنجم في الثلاثينيات من القرن العشرين، توصلوا إلى رماد أخشاب محترقة بالقرب من واجهات الصخور التي تم تعدينها. وفي جزء آخر من المنجم، كان هناك ثلاثة دهاليز بارتفاعات متباينة حُفِرت في الصخور القاحلة وصولاً إلى عروق الذهب، وامتدت لمسافات طويلة. ولم توفر هذه الدهاليز وسيلة للصرف فحسب، وإنما أيضًا وفرت تهوية للتخلص من الدخان والغازات الساخنة أثناء عملية إشعال النيران. وكانت هذه الدهاليز الثلاثة أكبر بكثير من دهاليز الدخول العادية. لذلك، لا شك أن قدر الهواء الذي كانت تُستخدَم في صرفه كان ضخمًا.
كان إشعال النيران يُستخدَم بكثافة في التعدين السطحي، ووصفه بلينيوس أيضًا أثناء ذكره لاستخدام أحد أساليب التعدين الأخرى المعروفة باسم استخدام تدفق المياه في الكشف عن المعادن. فكانت تُبنَى المجاري المائية الفرعية لتوفير كميات غزيرة من المياه إلى رأس المنجم، حيث تُستخدَم في ملء الخزانات وأحواض المياه. فكانت توجه المياه لتندفع مسرعة إلى أسفل التلال، فتجرف في طريقها التربة في حالة توقع العثور على عروق المعادن، ثم رواسب الصخور بعد العثور على العروق بالفعل. وقد اُستخدِم أسلوب إشعال النيران لتحطيم الصخور الصلبة بعروق المعادن نفسها، والصخور القاحلة المحيطة بها. وقد كان ذلك أكثر أمانًا بكثير من استخدامه في الأعمال الجوفية، لأن الأدخنة والأبخرة يمكن أن تتبدد على نحو أيسر في التعدين السطحي مقارنةً بالتعدين الجوفي المحصور بباطن الأرض. ويشير بلينيوس أيضًا إلى أن أساليب التعدين الجوفي كانت تُستخدَم لتيسير العمل على الصخور الصلبة، وربما الرواسب الغرينية الأقل صلابة أيضًا.

## أوروبا في العصور الوسطى

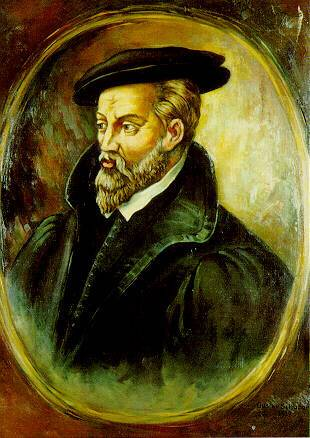
أغريقولا، مؤلف كتاب De re metallica (طبيعة المعادن)

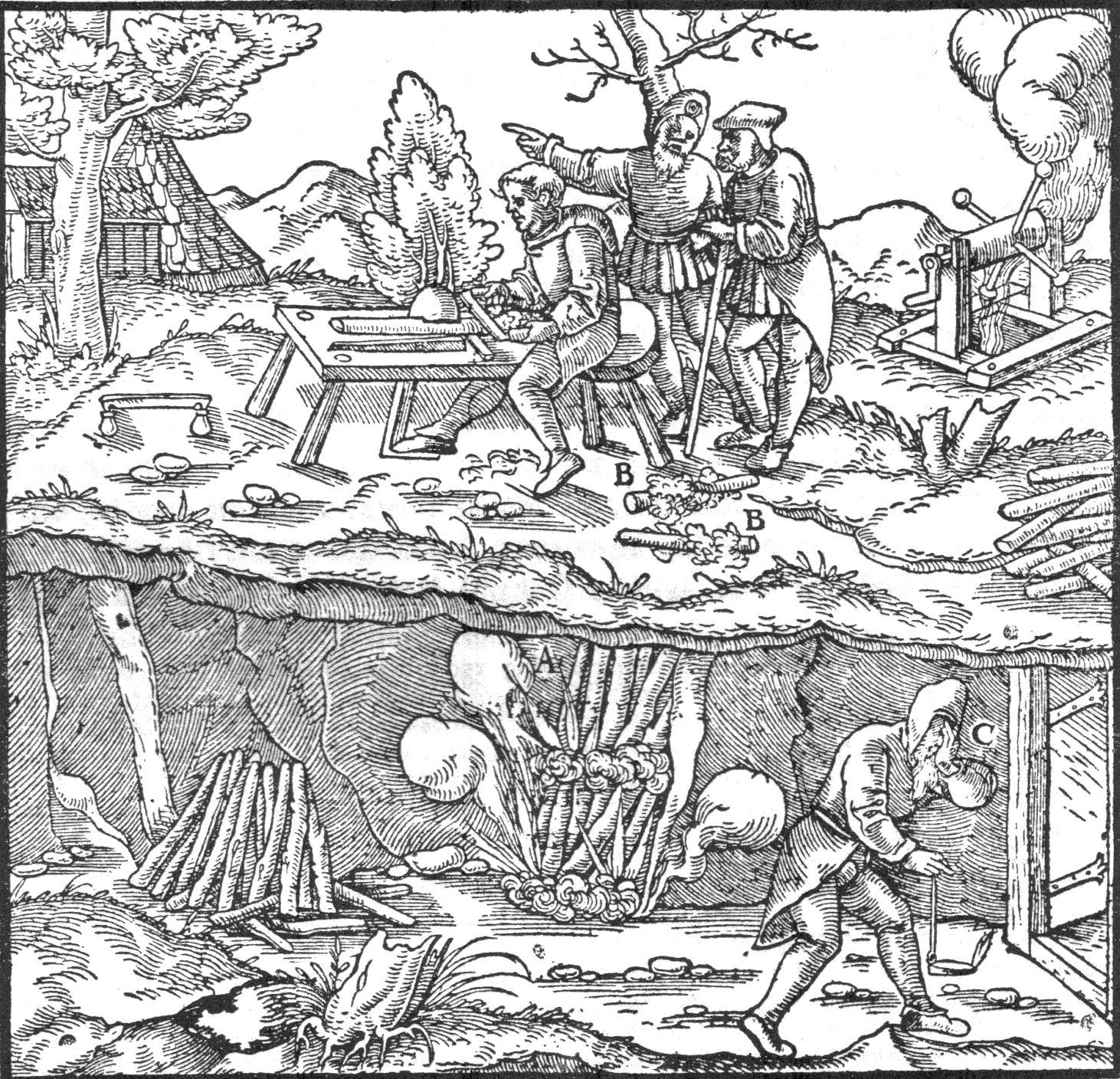
إشعال النيران في منجم جوفي

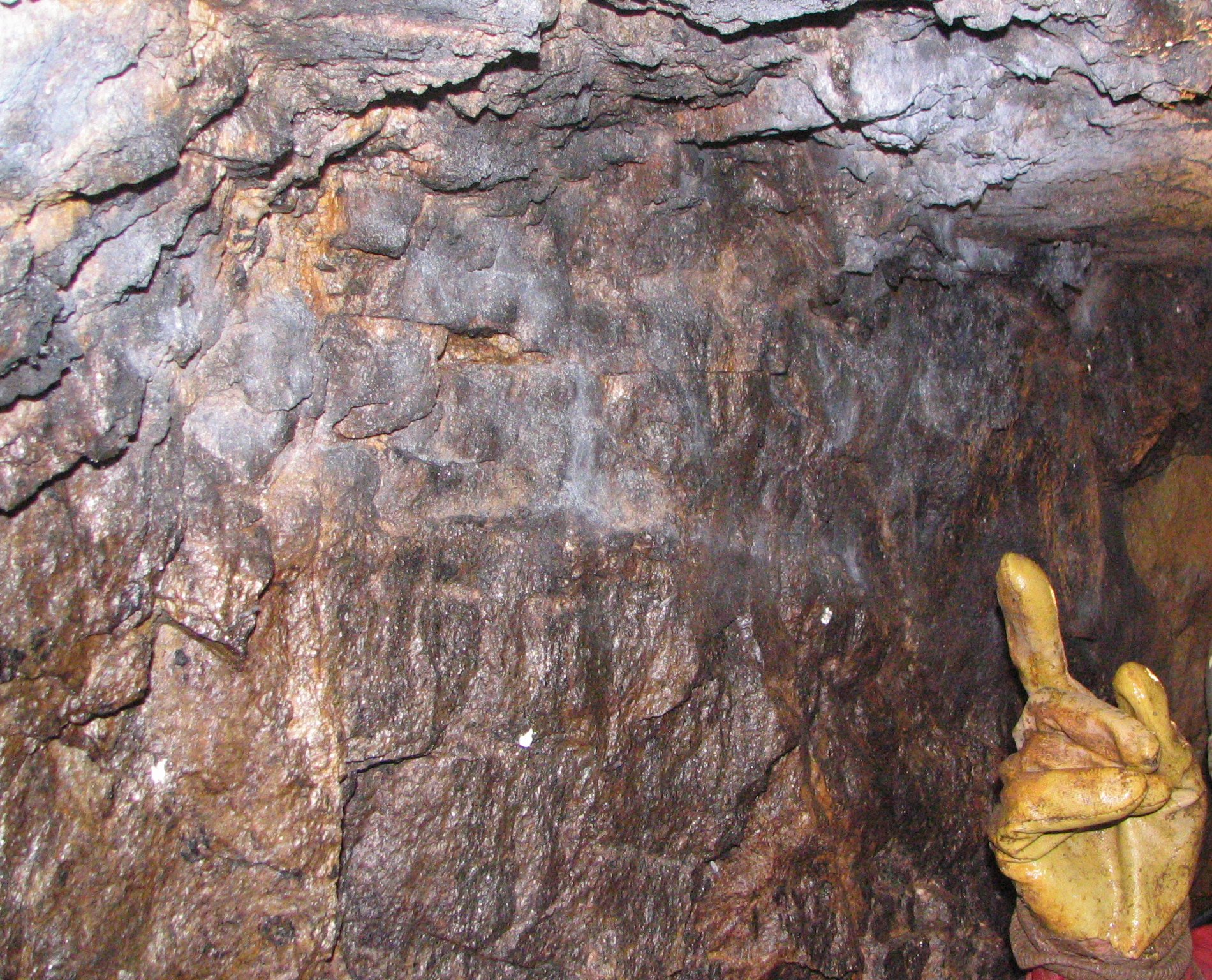
دهليز دخول تظهر به رواسب لإشعال النيران يعود تاريخها إلى الفترة ما بين القرنين الثاني عشر والثالث عشر الميلادي

استمر استخدام أسلوب إشعال النيران في التعدين في العصور الوسطى، ويصفها جورجيوس أغريقولا في أطروحته عن التعدين واستخراج المعادن التي تحمل عنوان De Re Metallica (طبيعة المعادن). وحذر أغريقولا من مشكلة "الأبخرة النتنة"، وأشار إلى ضرورة إجلاء الأفراد من مكان العمل أثناء اشتعال النيران، ولبعض الوقت أيضًا بعد ذلك حتى تخرج جميع الأدخنة والغازات من المكان. وتطرح هذه المسألة مشكلة أساليب التهوية في المناجم، وهي المشكلة التي تُحَل عادةً عن طريق ضمان وجود منفذ دائم لخروج الأدخنة السامة، والذي يُدعَم أحيانًا بتهوية صناعية. وذكر أغريقولا استخدام المنافيخ لإحداث تيارات هوائية. وكان استمرار العمل حتى السطح أمرًا ضروريًا لمرور الهواء في هذه المنافيخ.
وفيما بعد، كانت النيران تُشعَل في قاعدة الممر الهوائي العمودي لإحداث تيار هواء صاعد. لكن ذلك كان إجراءٌ خطيرٌ، خاصةً في مناجم الفحم، شأنه شأن استخدام إشعال النيران في التعدين. ومع زيادة أعمال التعدين الجوفية وتعقدها، استلزم الأمر العناية بالمناجم لتوصيل تيار الهواء إلى جميع أجزاء الأنفاق والأوجه. وكان يتحقق ذلك عادةً عن طريق تركيب أبواب في الأماكن الرئيسية. وقد رجعت أغلب حالات الوفاة في كوارث مناجم الفحم إلى استنشاق الغازات السامة الناجمة عن تفجيرات الغازات.
واستمر استخدام هذا الأسلوب سنوات عديدة إلى أن صار لا قيمة له مع استخدام المتفجرات. لكن المتفجرات تصدر، أيضًا، غازات سامة. ولا بد من توفير الرعاية لضمان التهوية الجيدة اللازمة للتخلص من هذه الغازات، مثل أول أكسيد الكربون، بالإضافة إلى ضرورة اختيار نوع المتفجرات نفسه للحد من انبعاث هذه الغازات.